# Serie B i fotboll 1988/1989
Serie B i fotboll 1988/1989 innebar att Genoa, Bari och Udinese gick till Serie A.

## Slutställning
| P   | Team           | Spelade | Vinst | Oavgjort | Förlust | Gjorda mål | Insläppta mål | Målskillnad | Poäng | Notering          |
| --- | -------------- | ------- | ----- | -------- | ------- | ---------- | ------------- | ----------- | ----- | ----------------- |
| 1.  | Genoa          | 38      | 16    | 19       | 3       | 35         | 13            | +22         | 51    | Till Serie A      |
| 1.  | Bari           | 38      | 16    | 19       | 3       | 38         | 21            | +17         | 51    | Till Serie A      |
| 3.  | Udinese        | 38      | 13    | 19       | 6       | 37         | 24            | +13         | 45    | Till Serie A      |
| 4.  | Cremonese      | 38      | 13    | 18       | 7       | 40         | 30            | +10         | 44    | Uppflyttningskval |
| 4.  | Reggina        | 38      | 13    | 18       | 7       | 33         | 31            | +2          | 44    | Uppflyttningskval |
| 4.  | Cosenza        | 38      | 17    | 10       | 11      | 35         | 29            | +6          | 44    |                   |
| 7.  | Avellino       | 38      | 11    | 19       | 8       | 31         | 29            | +2          | 41    |                   |
| 8.  | Messina        | 38      | 13    | 12       | 13      | 46         | 42            | +4          | 38    |                   |
| 9.  | Licata         | 38      | 11    | 15       | 12      | 39         | 40            | -1          | 37    |                   |
| 9.  | Parma          | 38      | 8     | 21       | 9       | 29         | 31            | -2          | 37    |                   |
| 11. | Catanzaro      | 38      | 8     | 19       | 11      | 24         | 26            | -2          | 35    |                   |
| 11. | Barletta       | 38      | 8     | 19       | 11      | 40         | 43            | -3          | 35    |                   |
| 11. | Ancona         | 38      | 6     | 23       | 9       | 28         | 35            | -7          | 35    |                   |
| 11. | Padova         | 38      | 10    | 15       | 13      | 27         | 35            | -8          | 35    |                   |
| 15. | Monza          | 38      | 7     | 20       | 11      | 31         | 32            | -1          | 34    |                   |
| 15. | Brescia        | 38      | 9     | 16       | 13      | 27         | 29            | -2          | 34    | Nedlyttningskval  |
| 15. | Empoli         | 38      | 8     | 18       | 12      | 29         | 33            | -4          | 34    | Nedlyttningskval  |
| 18. | Sambenedettese | 38      | 7     | 17       | 14      | 21         | 30            | -9          | 31    | Till Serie C1     |
| 19. | Taranto        | 38      | 8     | 13       | 17      | 24         | 40            | -16         | 29    | Till Serie C1     |
| 20. | Piacenza       | 38      | 7     | 12       | 19      | 20         | 41            | -21         | 26    | Till Serie C1     |

## Skiljematcher

### Uppflyttningskval
| Lag 1     | Resultat       | Lag 2   |
| Cremonese | 0–0 (4–3 str.) | Reggina |

Cremonese uppflyttade till Serie A.

### Nedlyttningskval
| Lag 1   | Resultat       | Lag 2  |
| Brescia | 0–0 (3–0 str.) | Empoli |

Empoli nedflyttade till Serie C1.